# Col de Sélim
Pour les articles homonymes, voir Selim (homonymie).
Le col de Sélim ou de Soulèma est l'un des principaux cols d'Arménie.

## Géographie
Le col de Sélim, situé à 2 410 mètres d'altitude, permet de franchir la chaîne de Vardenis, prolongement sud-est de la chaîne du Gegham, reliant le bassin du lac Sevan au nord au bassin de l'Araxe au sud (région d'Eghegnazor) et à la partie méridionale de l'Arménie.

## Histoire
Cet itinéraire ancien, longtemps fréquenté par des mulets et des chameaux, reliait les pays du Caucase et de la Russie au monde arabo-persan. Le caravansérail, situé juste au sud du col, construit en 1332 par le prince Késar Orbélian était une étape pour les caravanes des marchands. Des inscriptions en langue persane et en arménien sont encore visibles, gravées à l'entrée (tympan conique de style seldjoukide) de l'édifice qui a été restauré.

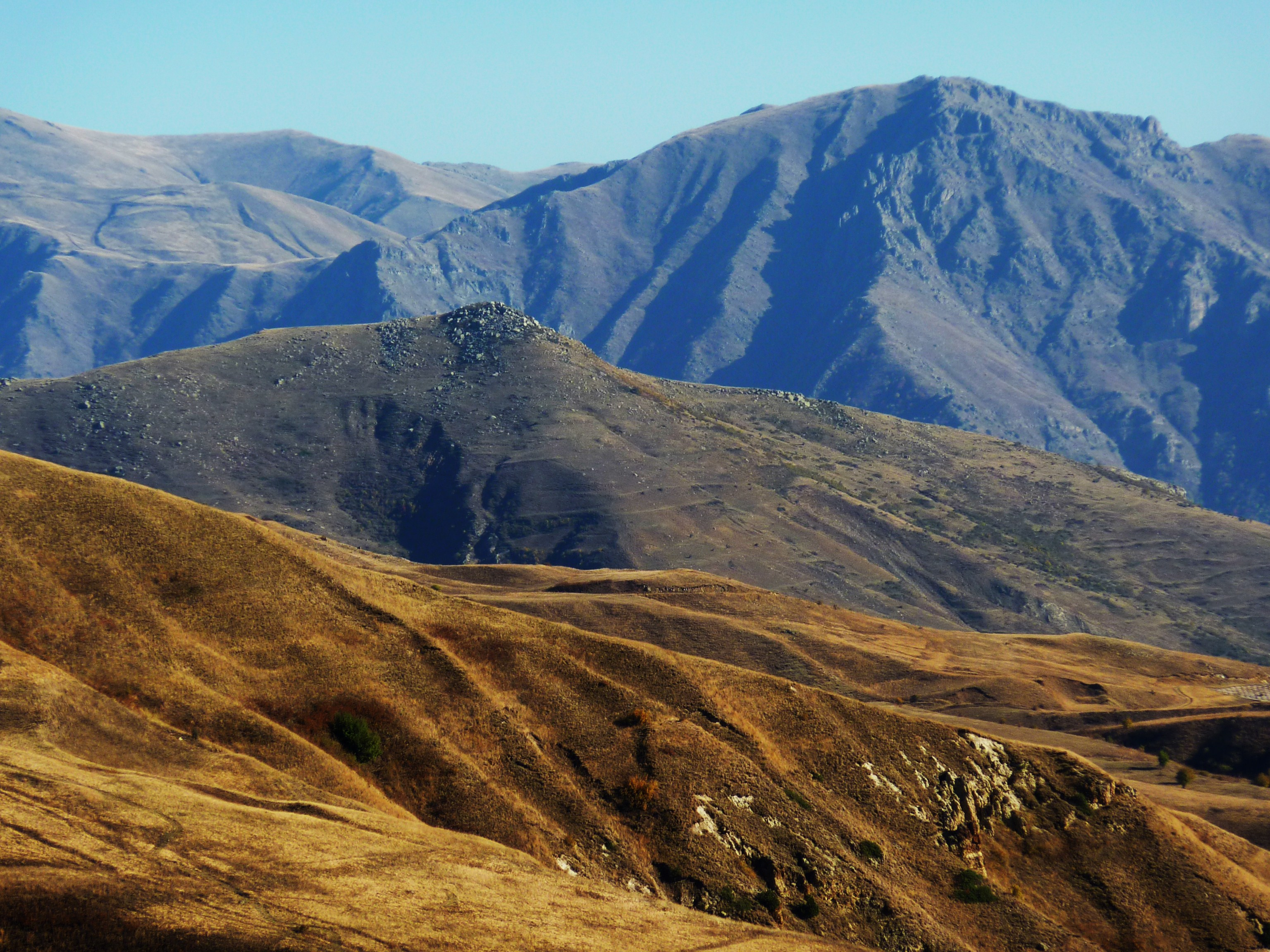
Paysage du versant sud du col de Sélim.
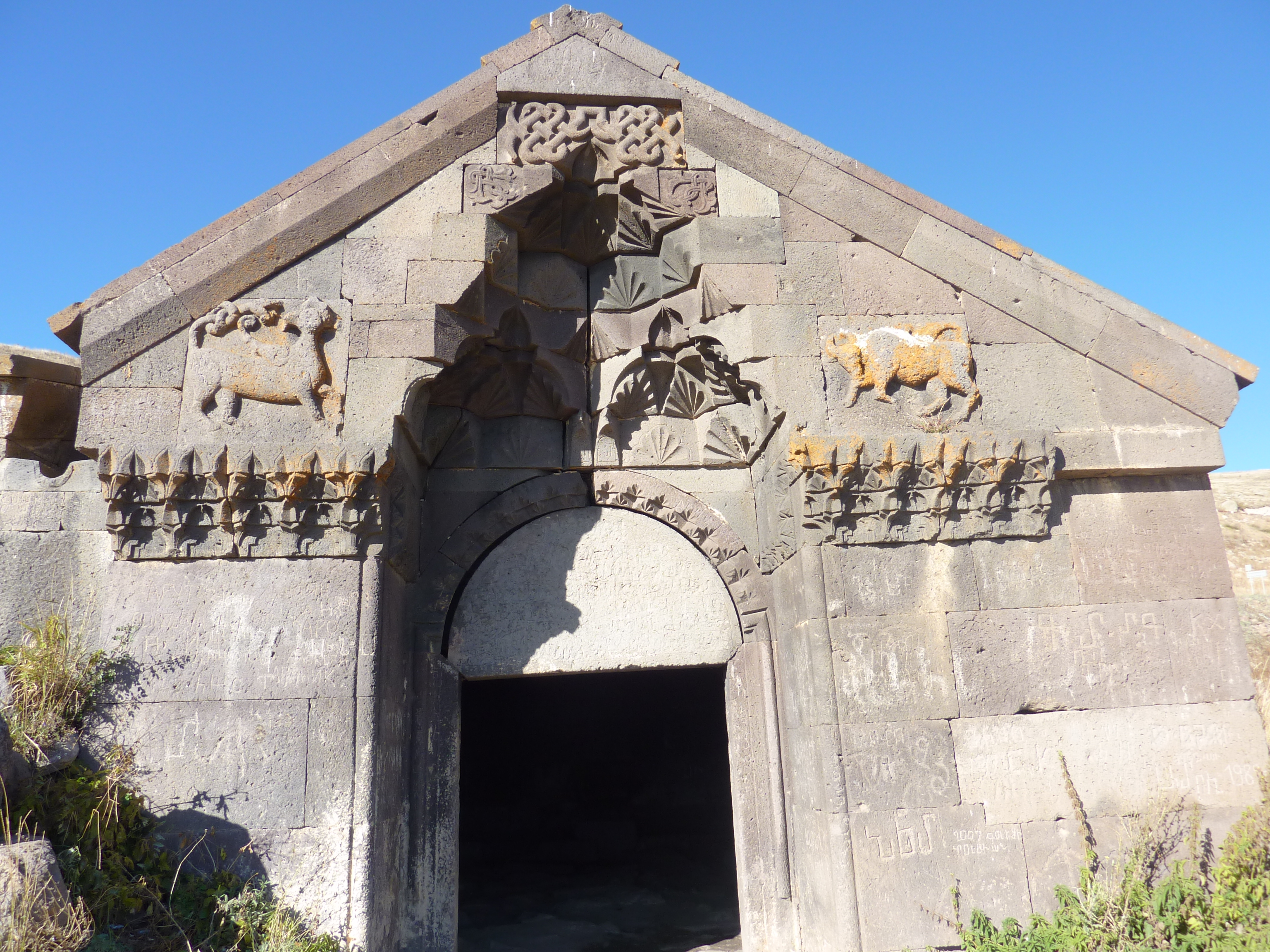
La porte d'entrée du caravansérail de Sélim.
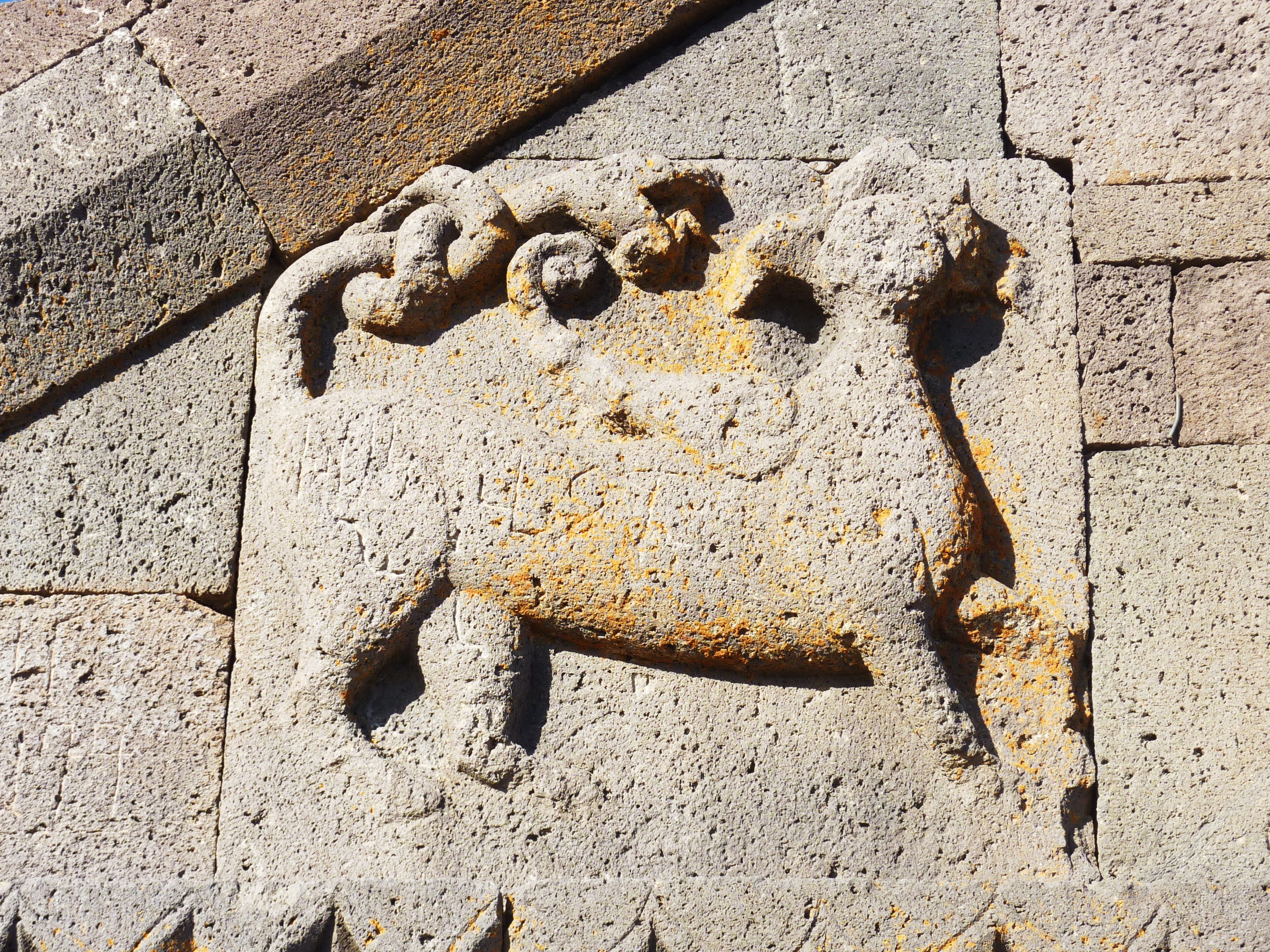
Chimère sculptée au-dessus de la porte du caravansérail.